# Carlos Bianchi Chelech
Carlos Antonio Karim Bianchi Chelech (Punta Arenas, 4 de noviembre de 1960) es un administrador público y político independiente chileno. Fue concejal de la comuna de Punta Arenas entre 2000 y 2004. Desde marzo de 2006 se desempeña como senador de la República en representación de la Circunscripción n.º 19 de la Región de Magallanes y la Antártica Chilena, periodo legislativo 2006-2014; 2014-2022.
Desde el lunes 7 de noviembre de 2022, cumple el rol de primer vicepresidente en la cámara de diputados y diputadas de Chile.

## Biografía

### Familia y estudios
Nació en Punta Arenas el 4 de noviembre de 1960, hijo de Antonio Rafael Bianchi Panicucci y Nuria Bernarda Chelech Chelech.
Es padre de dos hijos, uno de ellos, Karim Bianchi, ejerce como senador por la Región de Magallanes.
Realizó sus estudios primarios en la Escuela Croacia, de Punta Arenas y los secundarios en el Liceo Luis Alberto Barrera de la misma ciudad. Obtuvo el título profesional de administrador público y el grado académico de licenciado en administración pública. Es diplomado en alta dirección pública en la Universidad de Chile.

### Vida laboral
Ha realizado cursos de especialización en diferentes áreas como el ámbito tributario, de gerencia municipal y resolución de conflictos en la Universidad Adolfo Ibáñez (UAI).
Entre los años 1981 y 1988, se desempeñó como gerente de producción de medios de comunicación. A partir de ese último año y hasta 1992, desarrolló la dirección de medios de comunicación. Desde 1994 hasta 1996, fue director de la Radio Magallanes.
En el ámbito productivo, participó de sociedades para la distribución de diversos productos y fue propietario de establecimientos comerciales de distintos rubros.

## Carrera política

### Inicios
Inicia su trayectoria política en las elecciones municipales de 2000, al presentarse como candidato independiente de la comuna de Punta Arenas, durante el período entre 2000 y 2004.
En 2003 se presentó a la reelección como independiente a alcalde por el mismo municipio de la Región de Magallanes, pero no resultó electo.

### Senador

#### 2006-2014
En noviembre de 2005, presentó su candidatura al Senado por la Circunscripción 19.ª (Región de Magallanes) —también como independiente, y fuera de pacto— a las elecciones parlamentarias de ese año, superando a la lista de la Alianza por Chile y desbancando al entonces senador Sergio Fernández (de la UDI) y a Zarko Luksic (del PDC). Fue electo por el periodo legislativo 2006-2014, con 18.275 votos, correspondientes al 27,72% del total de los sufragios válidos, rompiendo por primera vez el entonces sistema electoral binominal, siendo el primer senador electo fuera de pacto.
Integró las comisiones permanentes de Gobierno, Descentralización y Regionalización; de Pesca, Acuicultura e Intereses Marítimos; y de Trabajo y Previsión Social. Hasta 2013 integró la Comisión Permanente de Descentralización y Regionalización, la que también preside. Asimismo, integró el Comité Interparlamentario Chile-Argentina, el cual presidió en el periodo 2010-2014.
Durante la acusación constitucional contra la ministra Yasna Provoste, durante el primer gobierno de Michelle Bachelet, Bianchi adquirió especial protagonismo junto a los otros senadores independientes Carlos Cantero, Fernando Flores y Adolfo Zaldívar, pues los dos grandes bloques, concertación y alianza, se encontraban empatados ante la votación, siendo estos cuatro senadores quienes terminaron por inclinar la balanza a favor de la destitución de Provoste. Luego de ello, El 8 de marzo de 2009, este mismo bloque de senadores independientes apoyó a Jovino Novoa (UDI) para acceder a la presidencia del Senado Chileno.
El 12 de marzo de 2008 permitió la elección de Adolfo Zaldívar como presidente del Senado de la República para el período 2008-2009. respondiendo a una negociación entre el comité de senadores independientes (compuesto por el propio Bianchi y Zaldívar, además de sus pares Carlos Cantero y Fernando Flores), junto con la Alianza por Chile. El resultado fue histórico, dado que por primera vez en democracia, la Concertación no ubicó a ninguno de sus miembros en la directiva.[cita requerida]
Luego de este rol decisor adquirido en la cámara, Carlos Bianchi consiguió la vicepresidencia del senado el 11 de marzo de 2009, ejerciendo el cargo hasta el 11 de marzo de 2010.
Paralelamente, en las elecciones municipales de 2008 en su región Bianchi apoyó al periodista deportivo Vladimiro Mimica, quien fue elegido alcalde por Punta Arenas con un 54 % de la votación, por sobre su principal contendor, Juan Morano (DC). Lo mismo ocurrió con la profesional Anahí Cárdenas quien fue elegida con cerca del 50 % de los votos en la comuna de Torres del Paine.[cita requerida]

##### Labor parlamentaria
Dentro de los proyectos de acuerdo en los que ha trabajado destacan la regularización de la situación de trabajadores del sector público a contrata y honorarios; y el envío de un proyecto de ley que prorrogue los beneficios otorgados por la Ley n.º 19.853, que contempla una compensación al mayor costo de la mano de obra.
También presentó un acuerdo para que el poder ejecutivo envíe un proyecto de ley de modo que la pensión asistencial por invalidez sea permanente y compatible con cualquier otro tipo de beneficio como pensión, renta, ingreso o remuneración; y otro para solicitar a la presidenta de la República el envío de un proyecto de ley con el objeto de que los funcionarios de Gendarmería que sufran maltrato de obra o amenazas en actos de servicio, cuenten con atención sicológica y asesoría jurídica.
Por otra parte, ha presentado proyectos de acuerdo requiriendo al poder ejecutivo la creación de una «Dirección General del Trabajo» (DGT) que se aboque atienda requerimientos tanto sobre el Código del Trabajo y del estatuto de administración del Estado, es decir para trabajadores públicos y privados.
Además, fue autor de un proyecto de reforma constitucional para crear un sistema estatal tripartido de seguridad social, con la finalidad de que al Fondo de Pensiones reciba aportes del trabajador, del empleador y del Estado. Asimismo, otra moción constitucional que obligó al Estado a aportar una cifra a cada nacido en Chile al momento de nacer a su fondo previsional con el solo fin de incrementar las cuentas de capitalización individual.
Fue impulsor de la ley SANNA (Seguro para el Acompañamiento de Niños y Niñas), cuyo texto original iniciaba atendiendo las necesidades y requerimientos de padres de niñas y niños enfermos de cáncer, posteriormente y con el patrocinio del poder ejecutivo se creó el seguro para licencia médica para padres de niñas y niños con enfermedades graves.
Entre otras leyes, fue autor de aquella que aumentó la pena para los autores de lesiones a funcionarios de Gendarmería; la que creó el «Día del suplementero»; el «Día del trabajador Ferroviario»; la que estableció feriado el 31 de mayo de 2011 para la comuna de Puerto Natales y el 21 de septiembre de 2017 feriado en la región de Magallanes y la provincia de Chiloé en conmemoración a la «Toma de posesión del estrecho de Magallanes».

#### 2014-2022
En las elecciones parlamentarias de 2013, postuló a la reelección por la misma Circunscripción 19.ª, en calidad de independiente fuera de pacto, por el periodo 2014-2022. Fue reelecto, con 16.330 votos, equivalentes al 27,46% del total de sufragios válidamente emitidos, logrando romper por segunda vez el binominal.
En 2014 integró las comisiones permanentes de Gobierno, Descentralización y Regionalización; y de Defensa Nacional. En 2015 se mantuvo en la Comisión Permanente de Defensa Nacional. Durante los años 2016 y 2017 integró la Comisión Especial mixta de Presupuesto, siendo parte de la quinta subcomisión.
De forma paralela, en diciembre de 2013 creó el movimiento político Democracia Regional junto al entonces también senador Antonio Horvath. Cuando el movimiento se transformó en un partido político como "Democracia Regional Patagónica", Bianchi acusó maniobras de otros militantes para sacarlo de la colectividad mientras estaba desaforado. Se alejó del partido a mediados de 2016.
Desde el 11 de marzo de 2018, hasta el 11 de marzo de 2019 ejerció por segunda vez como vicepresidente del Senado, en la mesa directiva presidida por Carlos Montes Cisternas.
A contar del 18 de diciembre de 2018, integra la Comisión Especial Bicameral del artículo n.º 66A de la Ley Orgánica Constitucional (LOC) del Congreso Nacional y desde el 3 de septiembre del mismo año, la Comisión Especial Bicameral del artículo n.º 66 de la LOC.
Asimismo, a contar del 14 de mayo de 2019, integra la Comisión Permanente Especial Mixta de Presupuestos y la Segunda Subcomisión Especial Mixta de Presupuestos. También integra la comisión de Gobierno, Descentralización y Regionalización, la que preside a contar desde el 22 de marzo de 2021; y la comisión de Defensa Nacional, de la cual fue presidente, permaneciendo en esta última hasta el 13 de abril de 2020.
Previo a finalizar su periodo senatorial, y ante la imposibilidad de obtener una segunda reelección en el mismo cargo debido a una reforma constitucional en 2020, en las elecciones parlamentarias de 2021 se presentó como candidato a diputado independiente por el nuevo distrito n.º 28 (correspondiente a las comunas de Antártica, Cabo de Hornos, Laguna Blanca, Punta Arenas, Río Verde, San Gregorio, Porvenir, Primavera, Timaukel, Natales y Torres del Paine), resultando electo para el periodo 2022-2026.

##### Labor parlamentaria
Entre los proyectos de acuerdos presentados se pueden destacar los destinados: a obtener el cumplimiento de las sentencias ejecutoriadas que obtuvieron 848 profesores de las comunas de Chañaral, Vallenar, Parral, Cauquenes, Chanco, y Pelluhue, en contra de sus respectivas municipalidades, por la denominada deuda histórica; la adopción de medidas necesarias para la creación de Jardines infantiles vespertinos y nocturnos; incorporar en el Plan de Garantías Explícitas de Salud la operación intrauterina de espina bífida y asegurar la cobertura en el sistema público y privado de salud; el establecimiento por ley de un estatuto de ciudades puerto; la creación de un Ministerio de Ciencia y Tecnología; creación de un Fondo para el traslado aéreo de jóvenes que vivan en regiones y comunas extremas con motivo de su educación superior; la creación por parte del Banco del Estado de una línea de crédito social destinada al adulto mayor y un «Programa de Apoyo Social para las Familias Cuidadoras de Adultos Mayores Dependientes»; desarrollo de las Pymes, etc.
Fue autor y coautor de diversos proyectos de ley, entre otros: sobre derechos lingüísticos de los pueblos indígenas de Chile; Modifica el Código Penal con el fin de tipificar el delito de colusión; establece el deber del Estado de garantizar un régimen previsional de capitalización, solidario y tripartito; Establece la hora oficial de Chile austral; Sustituye el artículo n.º 51 de la Constitución Política, en lo relativo al reemplazo de parlamentarios independientes; Modifica el artículo n.º 28 de la ley n.º 20.370, que establece la Ley General de Educación (LGE), para incorporar la identidad de género entre los objetivos de la educación parvularia; modifica el artículo n.º 40 bis B del Código del Trabajo, en lo relativo a la igualdad de trato a los trabajadores de tiempo parcial; establece cuotas de género en las candidaturas para las elecciones de concejales y consejeros regionales; para incorporar en la Carta Fundamental la iniciativa popular de ley; etc.
Algunas de sus mociones que se transformaron el ley de la República en este periodo, se pueden citar aquellas que: establece el 14 de agosto como Día Nacional de los Radioaficionados; declara feriado el 21 de septiembre de cada año para la Región de Magallanes y Antártica Chilena y la provincia de Chiloé, entre otros.
En el contexto de pandemia de COVID-19, fue autor de la ley que dispone la suspensión del pago de las cuentas de los servicios básicos, como medida de protección de los usuarios ante la crisis generada por la emergencia sanitaria por dicha pandemia; la que suspende el corte de servicios básicos por no pago en virtud de la crisis originada por el coronavirus; y la que amplía el plazo de autorización para que el Congreso Nacional sesione por medios telemáticos.
Asimismo, fue coautor de la ley que excusa a las mujeres embarazadas durante todo el período de gestación y a aquellas con hijos o hijas menores de dos años de las labores de vocal de mesa; y aquella que establece los días 15 y 16 de mayo de 2021 como feriados irrenunciables para todos los trabajadores del comercio.

## Controversias
En marzo de 2015 fue formalizado por un presunto fraude al fisco y negociación incompatible, debido al arriendo de una propiedad perteneciente a su suegra para ser utilizada como oficina parlamentaria, entre 2006 y 2010, contrato por el cual habría pagado una renta superior al precio de mercado, estimándose por el ente persecutor un perjuicio al Fisco de 45 millones de pesos. En diciembre de ese año fue absuelto por el Juzgado de Garantía de Punta Arenas.

## Historial electoral

### Elecciones municipales de 2000
- Elecciones municipales de 2000, para la alcaldía de Punta Arenas[14]

### Elecciones municipales de 2004
- Elecciones municipales de 2004, para la alcaldía de Punta Arenas[15]

### Elecciones parlamentarias de 2005
- Elecciones parlamentarias de 2005, candidato a senador por la Circunscripción 19 (Magallanes)[16]

### Elecciones parlamentarias de 2013
- Elecciones parlamentarias de 2013, candidato a senador por la Circunscripción 19 (Magallanes)[17]

### Elecciones parlamentarias de 2021
- Elecciones parlamentarias de 2021, candidato a diputado por el distrito 28 (Cabo de Hornos y Antártica, Laguna Blanca, Natales, Porvenir, Primavera, Punta Arenas, Río Verde, San Gregorio, Timaukel y Torres del Paine)[18]